# 1245
Il 1245 (MCCXLV in numeri romani) è un anno  del XIII secolo.

## Eventi
- 28 giugno - Durante il Concilio di Lione papa Innocenzo IV emette una sentenza definitiva nei confronti dell'imperatore Federico II: in essa si dichiara che l'imperatore viene privato di ogni dignità e si fa esplicito invito ai principi elettori tedeschi di scegliersi un nuovo re.

## Nati
- 16 gennaio - Edmondo Plantageneto, I conte di Lancaster, conte inglese († 1296)
- 30 aprile - Filippo III di Francia, re francese († 1285)
- 19 settembre - William de Vesci, nobile inglese († 1297)
- Peter von Aspelt, arcivescovo cattolico e medico lussemburghese († 1320)
- Bernardo I di Werle, principe († 1286)
- Costanza di Béarn, nobile francese († 1310)
- Cunegonda di Slavonia, regina († 1285)
- Lamba Doria, ammiraglio italiano († 1323)
- Ma Duanlin, scrittore e enciclopedista cinese († 1322)
- Giovanni I di Werle, principe († 1283)
- Nicola da Tolentino, presbitero e santo italiano († 1305)
- Yab-Alaha III, vescovo cristiano orientale siro († 1317)
- Ingram de Umfraville, nobile e politico scozzese († 1321)

## Morti
- 2 gennaio - Armand de Périgord, cavaliere medievale francese (n. 1178)
- 28 gennaio - Giovanni Colonna, cardinale italiano
- 8 febbraio - Giovanni de La Rochelle, filosofo francese (n. 1200)
- 1º aprile - Robert Bruce, IV Signore di Annandale, nobile scozzese
- 25 aprile - Giovanni Teutonico
- 22 luglio - Kolbeinn ungi Arnórsson, condottiero islandese (n. 1208)
- 19 agosto - Raimondo Berengario IV di Provenza, conte
- 21 agosto - Alessandro di Hales, religioso, filosofo e teologo inglese
- 24 novembre - Walter Marshal, V conte di Pembroke, nobile britannico (n. 1199)
- 4 dicembre - Cristiano di Prussia, vescovo e missionario tedesco
- 23 dicembre - Anselm il Maresciallo, VI conte di Pembroke, nobile e politico britannico
- Abril Perez de Lumiares, politico e poeta portoghese (n. 1190)
- Rusudan di Georgia, regina (n. 1194)
- Giacomo Barozzi di San Moisè, nobile e mercante italiano
- Beatrice d'Este, contessa italiana (n. 1215)
- Goffredo II di Villehardouin, nobile
- Goffredo da Trani, cardinale italiano
- Guglielmo X d'Alvernia, conte
- Guillaume le Vinier, poeta francese
- Sanzanome, giudice italiano

## Calendario
| Calendario 1245 | Calendario 1245 | Calendario 1245 | Calendario 1245 | Calendario 1245 | Calendario 1245 | Calendario 1245 | Calendario 1245 | Calendario 1245 | Calendario 1245 | Calendario 1245 | Calendario 1245 | Calendario 1245 | Calendario 1245 | Calendario 1245 | Calendario 1245 | Calendario 1245 | Calendario 1245 | Calendario 1245 | Calendario 1245 | Calendario 1245 | Calendario 1245 | Calendario 1245 | Calendario 1245 | Calendario 1245 | Calendario 1245 | Calendario 1245 | Calendario 1245 | Calendario 1245 | Calendario 1245 | Calendario 1245 | Calendario 1245 | Calendario 1245 |
| --------------- | --------------- | --------------- | --------------- | --------------- | --------------- | --------------- | --------------- | --------------- | --------------- | --------------- | --------------- | --------------- | --------------- | --------------- | --------------- | --------------- | --------------- | --------------- | --------------- | --------------- | --------------- | --------------- | --------------- | --------------- | --------------- | --------------- | --------------- | --------------- | --------------- | --------------- | --------------- | --------------- |
|                 | 1               | 2               | 3               | 4               | 5               | 6               | 7               | 8               | 9               | 10              | 11              | 12              | 13              | 14              | 15              | 16              | 17              | 18              | 19              | 20              | 21              | 22              | 23              | 24              | 25              | 26              | 27              | 28              | 29              | 30              | 31              |                 |
| Gennaio         | Do              | Lu              | Ma              | Me              | Gi              | Ve              | Sa              | Do              | Lu              | Ma              | Me              | Gi              | Ve              | Sa              | Do              | Lu              | Ma              | Me              | Gi              | Ve              | Sa              | Do              | Lu              | Ma              | Me              | Gi              | Ve              | Sa              | Do              | Lu              | Ma              |                 |
| Febbraio        | Me              | Gi              | Ve              | Sa              | Do              | Lu              | Ma              | Me              | Gi              | Ve              | Sa              | Do              | Lu              | Ma              | Me              | Gi              | Ve              | Sa              | Do              | Lu              | Ma              | Me              | Gi              | Ve              | Sa              | Do              | Lu              | Ma              |                 |                 |                 |                 |
| Marzo           | Me              | Gi              | Ve              | Sa              | Do              | Lu              | Ma              | Me              | Gi              | Ve              | Sa              | Do              | Lu              | Ma              | Me              | Gi              | Ve              | Sa              | Do              | Lu              | Ma              | Me              | Gi              | Ve              | Sa              | Do              | Lu              | Ma              | Me              | Gi              | Ve              |                 |
| Aprile          | Sa              | Do              | Lu              | Ma              | Me              | Gi              | Ve              | Sa              | Do              | Lu              | Ma              | Me              | Gi              | Ve              | Sa              | Do              | Lu              | Ma              | Me              | Gi              | Ve              | Sa              | Do              | Lu              | Ma              | Me              | Gi              | Ve              | Sa              | Do              |                 |                 |
| Maggio          | Lu              | Ma              | Me              | Gi              | Ve              | Sa              | Do              | Lu              | Ma              | Me              | Gi              | Ve              | Sa              | Do              | Lu              | Ma              | Me              | Gi              | Ve              | Sa              | Do              | Lu              | Ma              | Me              | Gi              | Ve              | Sa              | Do              | Lu              | Ma              | Me              |                 |
| Giugno          | Gi              | Ve              | Sa              | Do              | Lu              | Ma              | Me              | Gi              | Ve              | Sa              | Do              | Lu              | Ma              | Me              | Gi              | Ve              | Sa              | Do              | Lu              | Ma              | Me              | Gi              | Ve              | Sa              | Do              | Lu              | Ma              | Me              | Gi              | Ve              |                 |                 |
| Luglio          | Sa              | Do              | Lu              | Ma              | Me              | Gi              | Ve              | Sa              | Do              | Lu              | Ma              | Me              | Gi              | Ve              | Sa              | Do              | Lu              | Ma              | Me              | Gi              | Ve              | Sa              | Do              | Lu              | Ma              | Me              | Gi              | Ve              | Sa              | Do              | Lu              |                 |
| Agosto          | Ma              | Me              | Gi              | Ve              | Sa              | Do              | Lu              | Ma              | Me              | Gi              | Ve              | Sa              | Do              | Lu              | Ma              | Me              | Gi              | Ve              | Sa              | Do              | Lu              | Ma              | Me              | Gi              | Ve              | Sa              | Do              | Lu              | Ma              | Me              | Gi              |                 |
| Settembre       | Ve              | Sa              | Do              | Lu              | Ma              | Me              | Gi              | Ve              | Sa              | Do              | Lu              | Ma              | Me              | Gi              | Ve              | Sa              | Do              | Lu              | Ma              | Me              | Gi              | Ve              | Sa              | Do              | Lu              | Ma              | Me              | Gi              | Ve              | Sa              |                 |                 |
| Ottobre         | Do              | Lu              | Ma              | Me              | Gi              | Ve              | Sa              | Do              | Lu              | Ma              | Me              | Gi              | Ve              | Sa              | Do              | Lu              | Ma              | Me              | Gi              | Ve              | Sa              | Do              | Lu              | Ma              | Me              | Gi              | Ve              | Sa              | Do              | Lu              | Ma              |                 |
| Novembre        | Me              | Gi              | Ve              | Sa              | Do              | Lu              | Ma              | Me              | Gi              | Ve              | Sa              | Do              | Lu              | Ma              | Me              | Gi              | Ve              | Sa              | Do              | Lu              | Ma              | Me              | Gi              | Ve              | Sa              | Do              | Lu              | Ma              | Me              | Gi              |                 |                 |
| Dicembre        | Ve              | Sa              | Do              | Lu              | Ma              | Me              | Gi              | Ve              | Sa              | Do              | Lu              | Ma              | Me              | Gi              | Ve              | Sa              | Do              | Lu              | Ma              | Me              | Gi              | Ve              | Sa              | Do              | Lu              | Ma              | Me              | Gi              | Ve              | Sa              | Do              |                 |